# Abdij van Buchau

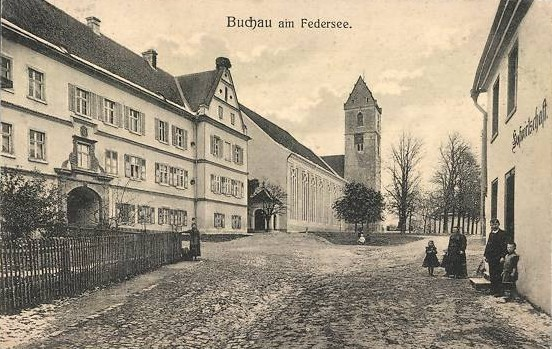
De Abdij van Buchau eind 19e eeuw.

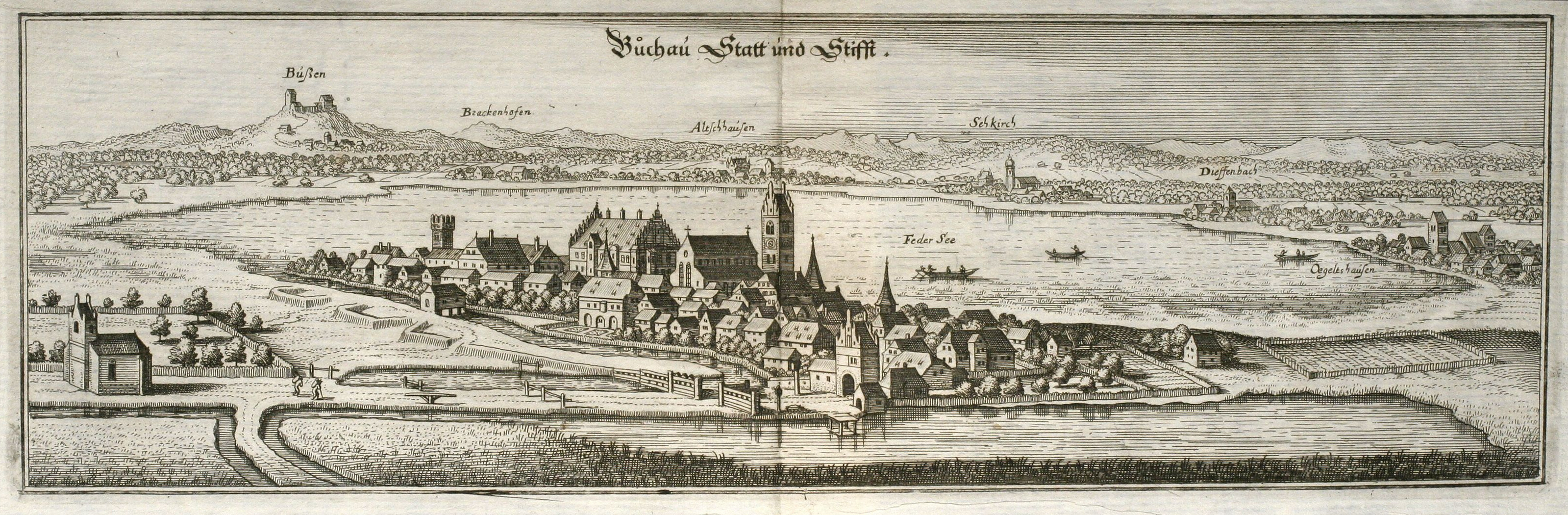
De stad Buchau en ommelanden in de 17e eeuw.

De Abdij van Buchau was een tot de Zwabische Kreits behorend damessticht binnen het Heilige Roomse Rijk, gelegen in de plaats die nu Bad Buchau heet.

## Geschiedenis van de Abdij
Omstreeks 770 werd het vrouwensticht door Adelinde, de vrouw van graaf Warin, gesticht op een voormalig eiland in de Federsee.
Keizer Lodewijk I schonk het klooster bezittingen bij Mengen en Saulgau. Alle conventsdames en de abdissen in de Middeleeuwen behoorden tot de hoge adel. Omstreeks 1273 werd het klooster tot de Augustijner Orde gerekend, maar later is het een vrij kanunnikessensticht (1415 eclesia secularis). De voogdij was in handen van het Rijk.
In de late middeleeuwen vormde het sticht een klein territorium. Sinds 1347 noemde de rijksvrije abdis zich vorstin en zij eiste in de Kreitsdag een rang op voor de andere prelaten. Deze aanspraak werd niet erkend en na 1575 werd zij niet meer tot de rijksprelaten gerekend. Uiteindelijk nam zij een zetel in op de Zwabische gravenbank van de Rijksdag.
In 1625 viel de heerlijkheid Straßberg als vrijgekomen leen aan de abdij. 
Paragraaf 13 van de Reichsdeputationshauptschluss van 25 februari 1803 kende de vorsten van Thurn und Taxis voor het verlies van hun inkomsten uit de rijkspost in de aan Frankrijk afgestane gebieden het volgende toe: het vorstelijk damessticht Buchau met de stad, de abdijen Marchtal en Neresheim, het bij Salmannsweiler behorende ambt Ostrach met de heerlijkheid Schemmelberg en de dorpen Tiefental, Frankenhofen en Stetten.
Artikel 24 van de Rijnbondakte van 12 juli 1806 stelde de voormalige abdij met uitzondering van de heerlijkheid Straßberg onder de soevereiniteit van het koninkrijk Württemberg. De heerlijkheid Straßberg kwam onder de soevereiniteit van het vorstendom Hohenzollern-Sigmaringen: de mediatisering.

## Bezit
- heerlijkheid Straßberg
- Dürnau en Kappel, Kanzach, Betzenweiler en Streitberg
- heerlijkheid Oggelsbeuren,
- ambt Bierstetten
- Moosburg
- enige ambten in Mengen en Saulgau

## Regenten

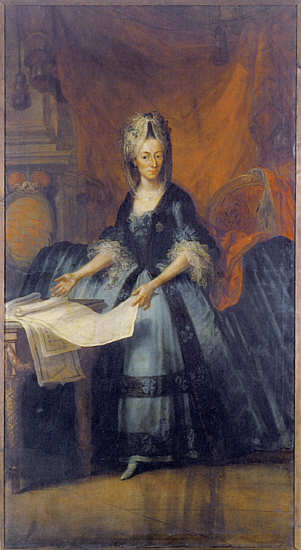
Maria Karolina van Königsegg-Rothenfels (r. 1742-1774).

- -1303: Adelheid I van Mastorff
- 1303-1329: Katharina I van Stoffeln
- 1329-1353: Anna I van Winberg
- 1353-    : Adelheid II van Lupfen
- -1402: Anna II van Ruseck
- 1402-1410: Anna III van Gundelfingen
- 1410-1426: Agnes van Thengen
- 1426-1449: Clara van Montfort
- 1449-1496: Margaretha I van Werdenberg
- 1496-1497: Anna IV van Werdenberg
- 1497-1523: Barbara van Gundelfingen
- 1523-1540: Elisabeth van Hohengeroldseck
- 1540-1559: Margaretha II van Montfort
- 1559-1566: Margaretha III van Schwarzenberg
- 1566-1610: Maria Jakoba van Greyin
- 1610-1650: Katharina II van Grezlin (van Spaur)
- 1650-1669: Maria Franciska I van Montfort
- 1669-1692: Maria Theresia van Sultz
- 1692-1693: Maria Franciska II van Waldburg Zeil
- 1693-1742: Maria Theresia II van Montfort
- 1742-1774: Maria Karolina van Königsegg-Rothenfels
- 1775-1803: Maria Maximiliane Esther van Stadion